# 브라이언 올디스
브라이언 올디스(영어: Brian Aldiss, OBE, 1925년 8월 18일 ~ 2017년 8월 19일)는 잉글랜드의 SF 작가이다. 소설가로서는 헬리코니아 삼부작(Helliconia trilogy)으로 알려져 있고, 휴고상과 네뷸러상을 받았다. 스티븐 스필버그 감독의 영화 《A.I.》에 영향을 주기도 했다. 2017년 8월 19일 옥스퍼드의 자택에서 92세를 일기로 숨졌다.

## 서훈
- 2005년 대영 제국 훈장 4등급(OBE) 수훈[1]